# Chiền chiện núi họng trắng
Prinia superciliaris là một loài chim trong họ Cisticolidae.